# Andalusia (Alabama)
Andalusia es una ciudad estadounidense del Condado de Covington, Alabama. En el censo de 2020, su población era de 8805.

## Demografía
En el 2000 la renta per cápita promedia del hogar era de $26.856$, y el ingreso promedio para una familia era de 37.091$. El ingreso per cápita para la localidad era de 17.292$. Los hombres tenían un ingreso per cápita de $29,406 contra $20,410 para las mujeres.

## Geografía
Andalusia está situado en 31°18′34″N 86°28′46″O / 31.30944, -86.47944 (31.309321, -86.479468).
Según la Oficina del Censo de los EE. UU., la ciudad tiene un área total de 19 millas cuadradas (49 km ²).